# Pellirosse alla frontiera
Pellirosse alla frontiera (Frontier Woman) è un film del 1956 diretto da Ron Ormond.
È un western statunitense con Cindy Carson (che interpreta Polly Crockett, figlia di Davy Crockett), Lance Fuller e Ann Kelly.

## Trama
1938. Nel Tennessee ci sono gruppi di nativi che convivono pacificamente con i coloni bianchi; c'è tuttavia la tribù di «Bocciolo di rosa» (Redbud) assoggettata a un gruppo di bianchi disonesti, che fomenta la ribellione. Polly, figlia del celebre Davy Crockett, per sopravvivere va a caccia di animali selvatici e vende le pelli in città. Accompagnata da Neshoba, un fido indiano, e da Wamp, giovane reduce di Fort Alamo e amico di suo padre, decide di recarsi in città per scoprire chi manovra le agitazioni. Attraversando i boschi, i tre vengono insidiati dalla tribù dei facinorosi e Polly si salva insieme a Wamp, ma Neshoba resta ucciso. La tribù, sotto l'influenza di Prewitt, commerciante di pellami, e di Bocciolo di rosa, sta bruciando le case dei coloni e fa strage di bianchi: anche la casa di Polly viene distrutta e la governante Birdie, madre di Neshoba, perde la vita in uno di questi agguati. Polly incontra Bocciolo di rosa e la convince dell'inutilità della lotta che conduce contro i bianchi: non è che uno strumento nelle mani di banditi che approfittano, per fini disonesti, del malcontento delle tribù per le loro misere condizioni di vita. Per redimersi, Bocciolo di rosa affronta il capo dei banditi e lo uccide, ma viene uccisa a sua volta. Tornata la calma nella zona, Polly e Wamp, che intanto hanno scoperto di essersi innamorati, possono condurre una vita tranquilla e finalmente sognare un futuro.

## Produzione
Il film, diretto da Ron Ormond su una sceneggiatura di Paul Piel, fu prodotto da Tom Garraway e Lloyd Royal per la Top Pictures e girato nei pressi del Chunky River, in Mississippi. Nel film appaiono Ron Howard (al suo debutto cinematografico) e il padre Rance Howard (nel ruolo di Prewitt).

## Distribuzione
Il film fu distribuito con il titolo Frontier Woman negli Stati Uniti dal 4 luglio 1956 al cinema dalla Top Pictures.
Altre distribuzioni:
- in Francia (Peaux-Rouges à la frontière)
- in Italia (Pellirosse alla frontiera)
- in Germania Ovest (Todespfeil am Mississippi)

## Promozione
Le tagline sono:
- The Violent Frontier's Strangest Triangle!
- White Girl against Indian Girl in the strange love story that set the Tennessee frontier ablaze with a thunder of bullets that left a path of blood!